# Mazzaropi - O Cineasta das Plateias
Mazzaropi - O Cineasta das Plateias (AO 1990: Mazzaropi - O Cineasta das Platéias) é um documentário brasileiro de 2002 dirigido por Luiz Otávio de Santi, que também escreveu o roteiro.

## Enredo
O documentário relata a vida e trajetória do ator e cineasta brasileiro Amácio Mazzaropi. Várias personalidades da televisão e do cinema, como Hebe Camargo, Ewerton de Castro, Abílio Pereira de Almeida, Marly Marley e Ratinho (fã confesso de Mazzaropi), além de sociólogos, professores, diretores e montadores, relembram seus momentos com ele.

## Elenco
- Amácio Mazzaropi
- Mauro Alice
- Hebe Camargo
- Ratinho
- Ignácio de Loyola Brandão
- Marly Marley
- Ewerton de Castro
- Genésio Arruda
- Galileu Garcia
- André Gatti
- Jean-Claude Bernardet
- Máximo Barro
- Arthur Autran
- João Restiffe
- Augusto César Ribeiro
- Irineu Guerrini Jr.
- João Roman Neto
- Plácido de Campos
- Geny Prado
- Flávio Porto
- Fábio Ricci
- Olga Rodrigues Nunes de Souza
- Célia Tolentino
- Virgílio Roveda

## Produção
Produzido por Cláudio Marques Luiz, Mazzaropi - O Cineasta das Plateias possui, além do trailer em preto e branco, imagens da participação de Mazzaropi no programa de Hebe Camargo, em 1979. Esta foi, também, a última participação do ator e diretor em televisão.